# Picrosia
Picrosia là một chi thực vật có hoa trong họ Cúc (Asteraceae).

## Loài
Chi Picrosia gồm các loài: